# Might & Magic Heroes VII
A Might & Magic: Heroes VII egy körökre osztott stratégiai játék, a hetedik epizódja a Heroes of Might and Magic sorozatnak. A Limbic Entertainment fejlesztette és a Ubisoft adta ki 2015-ben. Akárcsak a sorozat korábbi epizódjaiban, a játékos különleges képességekkel megáldott hősöket irányít, akik különféle frakciókba tartozhatnak. A hősök lényekből álló seregeket vezetnek, amelyek összecsaphatnak egymással. A játék egyjátékos és többjátékos módban is játszható.
Két kiegészítő jelent meg hozzá, a második után a Ubisoft teljesen felhagyott a játék támogatásával, annak ellenére. hogy számos hiba maradt benne. Ez, valamint a Denuvo másolásvédelem implementálása is eredményezhette azt, hogy ez az epizód nem nyerte el maradéktalanul a rajongók tetszését.

## Történet
200 évvel járunk az előző epizód után (és 100 évvel az ötödik epizód előtt). Maeve Falcon császárnőt meggyilkolták tíz évvel korábban. A játék főhőse Ivan Griffin, a Griff Hercegség ura, aki a birodalom felbomlása után meg akarja szerezni a koronát. Ennek érdekében szövetségeseket kell keresnie. Fő riválisa, Seamus Stag herceg ellen árnyéktanácsot alakít, nekromanták, orkok, varázslók, tündék, és egyéb mitikus lények bonyolódnak a háborúba.

## Játékmenet
A játék nagy vonalakban megtartotta az elődökből ismert rendszereket. Apró változtatások azonban így is bekerültek: a varázslatok megtanulása nem tapasztalati pontok költése után jut a birtokunkba, hanem azokat szentélyekben lehet megtanulni. Visszatért a korábbi, hét nyersanyagra építő rendszer, fa, kő, arany, sárkányvérkristály, csillagezüst, árnyacél, és sárkányacél. Visszatérttek a negyedik epizódban látott karavánok és ezzel egyidejűleg a térképen való gyorsutazások lehetőségét is igyekeztek szűkíteni. A mágiarendszer visszatér a Heroes V-ben látotthoz. A képzettségek fejlesztése az ötödik és a hatodik rész egyfajta keveréke. Minden frakció háromféle hőst kapott: hőrom az erő, három a mágia terén jártas. Hat frakció került be a játékba: a Haven, az Academy, a Stronghold és a Necropolis eleve benne volt, a Sylvan és a Dungeon a rajongók szavazatai alapján került be. A kiszavazott Fortress később kiegészítő útján került a játékba, az Infernót pedig teljes egészében elvetették.

## Kiegészítők
2016-ban elsőnek egy letölthető tartalom érkezett, "The Lost Tales of Axeoth" címmel, a Heroes-sorozat 20. évfordulójának tiszteletére. Ez két ingyenes kampányt takar, amelyek eredetileg még a Heroes of Might and Magic IV-hez készültek, de végül sosem jelentek meg. A kiegészítőben 68 új hős, 8 új főhős, régi Heroes IV-zenék, és régi-új varázstárgyak kaptak helyet.
2016. augusztus 4-én az önálló játékként is letölthető kiegészítő, a "Trial By Fire" készült el. Ebben mutatkozott be a Fortress frakció, új hősök, új semleges egységek, új 4. szintű varázslatok, két új kampány és nyolc új térkép, valamint több hibajavítást kapott a program. Története a játék folytatása: a frissen császárrá koronázott Ivan Griffin új ellenséggel kell, hogy szembenézzen az országára törő törp hadurak személyében. A "The Lost Tales of Axeoth" ajándékba járt a játékhoz. Újdonság volt még a véletlenszerű pályagenerátor valós idejűvé való továbbfejlesztése.
Tervbe volt véve, hogy 2017-ben az Inferno frakció is megkapja a maga kiegészítőjét, két új DLC kampánnyal együtt, erre azonban nem került sor a rajongók negatív reakciói és a játék iránti csökkenő érdeklődés miatt.

## Fogadtatás
A játék, először a sorozat történetében, vegyes kritikákat kapott. A magyar GameStar 10-ből 7 pontot adott rá, kiemelve, hogy a kampányok nem keltik folyamatosan elmesélt történet hatását, a játékost a program közvetetten terelgeti a pályák megoldása felé (nem érződik a nyílt világ jelleg), a harcok hosszabb távon idegtépők, a kampányok végigjátszásához pedig a rengeteg játékban maradt hiba miatt erős idegzet kell. Kiemelték, hogy a Heroes VII képes tönkretenni a saját játékmentéseit is, egyes karakterek beragadhatnak pályaelemekbe, mentések után eltűnhetnek. A PC Guru 68 százalékra értékelte (az olvasók 64-re): dicsérték a régi jó játékelemek visszatérését, de kritika tárgya volt az annyira nem szép látványvilág és a többjátékos mód megjelenéskor való játszhatatlansága a programhibák miatt. A Gamer365 6 pontot adott rá a 10-ből, dicsérvén a jó alapokat, az alapértelmezésként bekerült városnézetet, és a jó fejlődési fákat, és kritizálván a rengeteg bugot, a hosszú töltési időket, a fantáziátlan egységeket, és általában a gyenge grafikai összképet.

## Fordítás
Ez a szócikk részben vagy egészben  a   Might & Magic Heroes VII című angol Wikipédia-szócikk ezen változatának fordításán alapul.  Az eredeti cikk szerkesztőit annak laptörténete sorolja fel. Ez a jelzés csupán a megfogalmazás eredetét és a szerzői jogokat jelzi, nem szolgál a cikkben szereplő információk forrásmegjelöléseként.